# Нютън (Масачузетс)
Вижте пояснителната страница за други значения на Нютън.
Нютън (на английски: Newton) е град в окръг Мидълсекс, Масачузетс, Съединени американски щати. Намира се на 15 km западно от центъра на Бостън. Първоначално част от Кеймбридж, градът се обособява през 1688 под името Кеймбридж Вилидж, след което е преименуван на Нютаун (1691) и Нютън (1766). Населението му е 88 994 души (по приблизителна оценка от 2017 г.).
В Нютън е роден актьорът Джак Лемън (1925 – 2001).